# Flavia Damasceni Peretti
Flavia Damasceni Peretti, duchesse de Bracciano (1574, Rome - 14 septembre 1606, république de Florence) est une aristocrate italienne, petite-nièce du pape Sixte V et duchesse de Bracciano par son mariage avec Virginio Orsini. Elle est également connue comme la mécène de plusieurs poètes, écrivains et musiciens.

## Biographie
Flavia, née en 1574 à Rome, est la fille de Fabio Damasceni et de Maria Felicita Peretti. Elle a une sœur, Orsina, et deux frères, Alessandro et Michele. Sa grand-mère maternelle est la sœur du cardinal Felice Peretti, futur pape Sixte V . Le cardinal Peretti adopte Flavia et ses frères et sœurs, leur donne son nom et s'occupe de leur éducation, les confiant à Lucrezia Salviati, fille naturelle du cardinal Bernardo Salviati et épouse de Latino Orsini . Orsina épouse Marcantonio Colonna, duc de Tagliacozzo, Alessandro devient cardinal et Michele prince de Venafro ,.
Flavia, décrite comme une jeune fille blonde d'une beauté remarquable, est demandée en mariage par Ranuce Ier Farnèse et par Charles Ier de Guise. Elle épouse finalement Virginio Orsini, duc de Bracciano ,, fils d'Isabelle de Médicis et neveu de Ferdinand Ier de Médicis ,,.
Le couple est marié par procuration le 20 mars 1589. Les noces sont célébrées par Fabio Biondi, patriarche de Jérusalem, et la dot de la mariée s'élève à 100 000 scudi . Au moins deux chansons sont composées pour l'occasion : Nelle nozze degl'ill.mi sig.ri il sig. don Verginio Orsino e la signora donna Flavia Peretta de Baldo Catani et Nelle felicissime nozze de don Verginio Orsino e donna Flavia Peretta de Giovanni Girolamo Fiorelli. Le couple a douze enfants, dont neuf ont survécu , :
- Paolo Giordano II Orsini (1591 - 24 mai 1646), succède à son père. Il épouse Isabella Appiano, princesse souveraine de Piombino, et devient prince du Saint-Empire romain germanique.
- Alessandro Orsini (1592 - 22 août 1626), cardinal.
- Isabella Orsini (1597 - 1623), épouse le duc César II de Guastalla.
- Maria Felicia Orsini (11 novembre 1600 - 5 juin 1666), épouse le duc Henri II de Montmorency.
- Camilla Orsini (29 juillet 1603 - ? ), épouse Marcantonio II Borghese, prince de Sulmona. Devenue veuve, elle devient religieuse et, après sa mort, elle est déclarée vénérable [6].
- Ferdinando Orsini (? - 4 mars 1660), succède à son frère.
- Cosme Orsini, militaire.
- Virginio Orsini, carme déchaux.
- Francesco Orsini, jésuite.
- Carlo Orsini, mort en bas âge.
- Raimondo, mort en bas âge.
- Fille mort-née (14 septembre 1606).

Flavia est passionnée de musique, de chant et de danse et elle crée un salon musical avec son frère Alessandro. En plus de se produire elle-même, elle accueille des virtuoses tels que Luca Marenzio, Vittoria Archilei et Francesco Rasi . Ses intérêts incluent également le tissage et l'art de la coiffure féminine .
Plusieurs compositions lui sont dédiées, dont les œuvres de Giovan Francesco Buoni, sous le pseudonyme d'Academico Sfregiato, d'Ercole Marescotti, sous le pseudonyme d'Hercole Filogenio et de Torquato Tasso, sous le pseudonyme d'Uranio Felice, qui lui consacre son Tempio fabricato da diversi coltissimi, e nobilissimi ingegni .
Après 1590, Flavia et son mari vivent à Florence et sont invités au Palais Pitti. Flavia est reçue à la cour des Médicis et se lie d'amitié avec diverses dames, dont Christine de Lorraine, Margherita Aldobrandini, Virginia de Médicis et Laura d'Este, duchesse de Mirandole. Elle participe à tous les événements mondains de l'époque, notamment au mariage de Marie de Médicis avec Henri IV ,. Entre-temps, elle assume les responsabilités administratives du duché de Bracciano,.
Flavia décède à trente-deux ans lors de son douzième accouchement, le 14 septembre 1606, donnant naissance à une fille mort-née .

## Liens
- Notice dans un dictionnaire ou une encyclopédie généraliste :   - Dizionario biografico degli italiani
- Notices d'autorité :   - VIAF
  - ISNI
  - GND
  - Vatican